# Абрамчук, Анна Ивановна
А́нна Ива́новна Абрамчу́к (укр. Ганна Іванівна Абрамчук; 25 января 1925 год, село Копачовка — 22 августа 2017 года) — старшая птичница и председатель колхоза имени Шевченко Деражнянского района Хмельницкой области. Герой Социалистического Труда (1966). Депутат Верховного Совета УССР 6 — 9 созывов.

## Биография
Родилась 25 января 1925 года в крестьянской семье в селе Копачовка (сегодня — Деражнянский район Хмельницкой области). В 1941 году окончила девять классов средней школы. В декабре 1942 года была вывезена на работы в Германию, где находилась до 1945 года. После возвращения на родину работала учётчиком полеводческой бригады, секретарём Копачовской семилетней школы, колхозницей и учётчиком животноводческой фермы. С 1956 года — старшая птичница колхоза имени Шевченко Деражнянского района.
В 1964 году вступила в КПСС. С января 1966 года по 1983 год — председатель колхоза имени Шевченко.
Указом Президиума Верховного Совета СССР от 22 марта 1966 года за получение высоких показателей в сельском хозяйстве и рекордные показатели в птицеводстве Анне Ивановне Абрамчук было присвоено звание Героя Социалистического Труда с вручением ордена Ленина и медали «Серп и Молот». 
В 1983 году вышла на пенсию. Проживала в родном селе. Умерла 22 августа 2017 года. 

## Награды
- Герой Социалистического Труда — указом Президиума Верховного Совета СССР от 22 марта 1966 года
- Орден Ленина
- Орден Трудового Красного Знамени
- Орден Октябрьской Революции